# Струя (село)
Стру̀я е село в Югоизточна България, община Руен, област Бургас.

## География
Село Струя е разположено в източните склонове на Върбишката планина, Източна Стара планина, в долината на река Луда Камчия, на около километър от западния бряг на язовир Цонево при вливането на реката в началото на язовира в най-югозападната му част. Селото е изтеглено на около 1,5 km в направление запад-северозапад – изток-югоизток при ширина до около 300 m. Застроено е по северния долинен склон на малък местен ляв приток на река Луда Камчия, вливащ се в язовира. Надморската височина в източния му край откъм язовира е около 90 m, в западния достига 140 – 150 m, а на площада при джамията в долната махала – около 95 m. Климатът е умереноконтинентален, в землището преобладават лесивирани и наносни почви.
Общински път на югоизток свързва селото с третокласния Републикански път III-208, който на север води през селата Добромир, Аспарухово и Комунари към град Дългопол, а на юг – през селата Билка и Дъскотна към град Айтос, с отклонение по третокласния Републикански път III-2085 към общинския център село Руен.
Покрай източната страна на селото минава железопътна линия Карнобат – Комунари, част от Главна железопътна линия № 3 Илиянци (София) – Варна, на която към 2020 г. има железопътна спирка (спирка Струя).
Населението на село Струя, наброявало 500 души към 1934 г. и 691 към 1985 г., наброява 628 (по текущата демографска статистика за населението) към 2018 г.
При преброяването на населението към 1 февруари 2011 г., от обща численост 672 лица, за 5 лица е посочена принадлежност към „българска“ етническа група, за 589 – към „турска“ и за останалите не е даден отговор.

## История

### Име на селото
След края на Руско-турската война 1877 – 1878 г., по Берлинския договор селото остава на територията на Източна Румелия. След Съединението, от 1885 г. то се намира в България с името Касъклар хаджи махле (Хаджи махле). Преименувано е на Манастирец през 1934 г. и на Струя – през 1951 г.

### Просвета
Децата от село Струя са обучавани в двете джамии – в горната и долната махала на селото, от ходжите до 1944 г., когато се открива училището с обучение на всички подлежащи от 7 до 14 годишна възраст, като всички започват от първи клас и до 1950 г. се достига до шести клас. Обучението се води общо за двете махали в джамиите. За седми клас учениците отиват на обучение в село Билка. За първи път седми клас се открива в селото през учебната 1961/1962 г. и завършилите продължават през следващата учебна година осми клас в село Трънак. След няколко години завършилите седми клас са продължавали осми клас в основното училище на близкото (на 2 km) село Добромир, до което са стигали по въжения мост над река Луда Камчия. За избягване на опасното за децата преминаване по въжения мост, през учебната 1980/81 г. за първи път се открива осми клас в село Струя. През 1961 г. е завършена новата училищна сграда с 3 класни стаи, а през следващите няколко години е направено разширение с две нови постройки. През 1966 г. се открива група полудневна детска градина. През учебната 1986/1987 г. са обучавани 130 деца от първи до осми клас и групите на полудневната детска градина са наброявали общо 41 деца от 4 до 6 годишна възраст.
През 1953 г. в Струя е открито читалище „Христо Смирненски“.

## Население

### Етнически състав
Преброяване на населението през 2011 г.
Численост и дял на етническите групи според преброяването на населението през 2011 г.:
|                     | Численост |
| Общо                | 751       |
| Българи             |           |
| Турци               | 751       |
| Цигани              | -         |
| Други               | -         |
| Не се самоопределят | -         |
| Неотговорили        |           |

## Религии
Религията, изповядвана в село Струя, е ислям.

## Обществени институции
Село Струя към 2020 г. е център на кметство Струя.
В село Струя към февруари 2020 г. има:
- действащо основно училище „Иван Вазов“;[13]
- действащо читалище „Христо Смирненски 1953 г.“;[14][15].В селото има действаща църква на 400 години
- Футболен отбор "ФК Струя 2021"